# Hilpertshof
Hilpertshof (fränkisch: Hilbeadshouf) ist ein Gemeindeteil der Stadt Burgbernheim im Landkreis Neustadt an der Aisch-Bad Windsheim (Mittelfranken, Bayern). Hilpertshof liegt in der Gemarkung Burgbernheim.

## Geografie
Die Einöde liegt am Erlbach, einem linken Zufluss der Ens. 0,75 km westlich befindet sich ein Abbaugebiet für Muschelkalk, 0,5 km südwestlich das Waldgebiet Wiesenholz, 1 km nördlich die Gigertsleite und 1 km östlich der Hochbacher Weinberg.
Der Ort liegt unmittelbar nördlich von der Kreisstraße NEA 43, die nach Mörlbach (1,6 km nordwestlich) bzw. an der Hagenmühle vorbei und die Bundesstraße 470 kreuzend nach Burgbernheim führt (3,8 km südöstlich).

## Geschichte
Der Ort wurde im Würzburger Lehenbuch, das im Zeitraum von 1303 bis 1313 entstand, als „Hiltprehtshouen“ erstmals schriftlich erwähnt. Das Bestimmungswort ist der Personenname Hiltpreht. Ursprünglich bestand der Ort aus mehreren Anwesen, seit 1603 ist die Form „Hilpertshoff“ gebräuchlich.
Gegen Ende des 18. Jahrhunderts gehörte der Hilpertshof zur Realgemeinde Burgbernheim. Die Mühle hatte das brandenburg-bayreuthische Schultheißenamt Burgbernheim als Grundherrn. Unter der preußischen Verwaltung (1792–1806) des Fürstentums Bayreuth erhielt der Hilpertshof die Hausnummer 202 des Ortes Burgbernheim.
Von 1797 bis 1810 unterstand der Ort dem Justizamt Külsheim und Kammeramt Ipsheim. Im Rahmen des Gemeindeedikts wurde der Hilpertshof dem 1811 gebildeten Steuerdistrikt Burgbernheim und der 1813 gebildeten Munizipalgemeinde Burgbernheim zugeordnet.

## Einwohnerentwicklung
| Jahr      | 001818 | 001840 | 001861 | 001871 | 001885 | 001900 | 001925 | 001950 | 001961 | 001970 | 001987 |
| Einwohner | 12     | 7      | 24     | 18     | 23     | 22     | 20     | 31     | 18     | 15     | 14     |
| Häuser    | 1      | 1      |        |        | 2      | 2      | 2      | 2      | 2      |        | 2      |
| Quelle    | [ 11 ] | [ 12 ] | [ 13 ] | [ 14 ] | [ 15 ] | [ 16 ] | [ 17 ] | [ 18 ] | [ 19 ] | [ 20 ] | [ 1 ]  |

## Religion
Der Ort ist seit der Reformation evangelisch-lutherisch geprägt und bis heute nach St. Johannis (Burgbernheim) gepfarrt. Die Katholiken sind nach St. Bonifaz (Bad Windsheim) gepfarrt.